# Alexander II (bisschop)
Alexander II (ook: Alexander II van Luik) ( ? - Rome, 9 augustus 1167) was van 1164 tot aan zijn dood de 33e bisschop van Luik.

## Levensloop
Alexander was waarschijnlijk afkomstig uit een Haspengouwse adellijke familie die verbonden was met het graafschap Duras. Zijn moeder was de dochter van graaf Otto II van Duras en hij was eveneens een neef van Nicolaas van Chièvres, die bisschop van Kamerijk zou worden. 
Nadat Alexander in 1130 tot aartsdiaken van Haspengouw was benoemd, werd hij in 1135 benoemd tot aartsdiaken van het aartsbisdom Trier. In 1139 werd hij kerkbewaarder van het kapittel van Sint-Lambertus te Luik en in 1145 werd hij proost van het kapittel in opvolging van Hendrik van Leyen die tot bisschop was benoemd. 
Met de steun van het kathedrale kapittel van Sint-Lambertus werd Alexander in 1164 verkozen tot prins-bisschop van Luik. Hij werd in oktober 1165 in Xanten tot bisschop gewijd door de aartsbisschop van Keulen, Reinald van Dassel. Op 29 december van dat jaar was Alexander aanwezig bij de heiligverklaring van Karel de Grote die plaatsvond in Aken, dat op dat moment nog behoorde tot het bisdom Luik. 
De invloed van keizer Frederik I Barbarossa en zijn metropoliet Van Dassel op het bisdom Luik werden steeds groter. Het was Filips I van Heinsberg, deken van het kapittel van de Dom van Keulen een trouwe bondgenoot van beiden, die Alexander opvolgde als proost van het Luikse kapittel. Alexander vertoefde steeds meer in de entourage van de keizer en in 1167 nam hij, samen met Van Dassel, deel aan de expeditie van de keizer ten zuiden van Rome. Hij maakte er deel uit van het keizerlijke leger dat onder leiding stond van Christiaan I van Buch, de aartsbisschop van Mainz. Het keizerlijke leger won op 29 mei 1167 de Slag bij Monte Porzio in de buurt van Tusculum tegen de Commune van Rome. Keizer Frederik I trok in triomf naar Rome en liet er zich door tegenpaus Paschalis III hernieuwd tot keizer kronen.
In het keizerlijke leger brak in de zomer van 1167 echter een dodelijke epidemie uit en ook Alexander werd hiervan het slachtoffer. Hij stierf aan de gevolgen ervan op 9 augustus 1167 te Rome. Hij werd overgebracht naar Luik waar hij in de Sint-Lambertuskathedraal werd begraven.